# Tomàs Manuel Villanova Muñoz i Poyanos
Tomàs Manuel Villanova Muñoz i Poyanos (Bigastre, Baix Segura, 18 de setembre de 1737 - València, 5 de setembre de 1802) fou un metge, botànic, naturalista, científic i professor universitari valencià.
Quart fill del matrimoni format per Joan de Villanova, metge cirurgià a Saragossa i Tomasa Muñoz natural d'Almoradí, en 1754 inicià estudis universitaris de filosofia, i tres anys després el 1757 es matriculà de medicina. El 1764 defensà la seva tesi doctoral, i el 1766 és nomenat catedràtic extraordinari de medicina. El 1767 contrau matrimoni amb Josefa Maria Entraigües Briester, i comença a créixer la família, veient-se obligat a demanar permís a la universitat per obrir la seva pròpia acadèmia particular per poder donar classes de física, medicina, cirurgia i matemàtiques. Entre 1770 i 1772 realitza un viatge de formació per diversos països europeus, interessant-se per la seva botànica i aconseguint formar un herbari, amb més de mil plantes classificades segons el sistema linneà, i altres tantes sense classificar. Tornat a casa es dedica a posar orde als seus coneixements adquirits durant el viatge, mentre exerceix com a metge i docent. Entre 1773 i 1776 es dedica a preparar les oposicions per a la plaça de catedràtic a la Universitat de València. El 1780 pren possessió de la càtedra definitiva, després de diverses d'extraordinàries. Durant tot aquest temps Vilanova va publicant noves obres de caràcter científic. Posteriorment, és nomenat catedràtic de química i botànica també a la Universitat de València, càrrec que exerceix entre 1788 i 1802. Fou un introductor de la química moderna i promogué la construcció d'un nou jardí botànic, avui encara vigent. Fou també un dels primers a determinar l'òrbita del planeta Urà. És autor dels índexs que acompanyen l'edició del 1773 de les Institutiones Medicae, d'Andreu Piquer i Arrufat. La seva abundant obra abasta l'astronomia, la botànica, la química i les matemàtiques, encara que no tota ella va ser publicada.